# Angel of Babylon
Angel of Babylon è il quinto album del gruppo musicale Power metal degli Avantasia, pubblicato il 3 aprile 2010.

## Il disco
Il disco è stato pubblicato sia in versione singola che in un doppio cofanetto con il gemello The Wicked Symphony, con il quale prosegue la seconda parte della saga cominciata con The Scarecrow.
Come nel precedente disco fanno lo loro ricomparsa Jørn Lande, Michael Kiske e Bob Catley. Da segnalare la presenza di Jon Oliva (ex-Savatage) e Russell Allen (Symphony X).

## Tracce
1. Stargazers (feat. Jørn Lande, Michael Kiske e Russell Allen) – 9:31
2. Angel of Babylon (feat. Jørn Lande) – 5:28
3. Your Love is Evil – 3:52
4. Death is Just a Feeling (feat. Jon Oliva) – 5:23
5. Rat Race (feat. Jørn Lande) – 4:10
6. Down in the Dark (feat. Jørn Lande) – 4:23
7. Blowing Out the Flame – 4:53
8. Symphony of Life (feat. Cloudy Yang) – 4:30
9. Alone I Remember (feat. Jørn Lande) – 4:48
10. Promised Land (feat. Jørn Lande) – 4:46
11. Journey to Arcadia (feat. Russell Allen e Bob Catley) – 7:17

Durata totale: 59:01

## Formazione
- Tobias Sammet - voce, basso
- Sascha Paeth - chitarra, produttore
- Eric Singer - batteria
- Miro - tastiere/Orchestra

### Musicisti
- Chitarra
  - Bruce Kulick (Stargazers, Rat Race, Journey to Arcadia)
  - Oliver Hartmann (Stargazers, Angel of Babylon, Your Love Is Evil)
  - Henjo Richter (Promised Land)
- Batteria
  - Felix Bohnke (Death Is Just a Feeling, Down in the Dark, Symphony of Life)
  - Alex Holzwarth (Stargazers, Angel of Babylon, Your Love Is Evil, Journey to Arcadia)
- Tastiere
  - Jens Johansson (Angel of Babylon)
- Organo
  - Simon Oberender (Alone I Remember)